# Élections législatives de 1986 dans la Côte-d'Or
Les élections législatives françaises de 1986 ont lieu le 16 mars 1986. Dans le département de la Côte-d'Or, cinq députés sont à élire dans le cadre d'un scrutin proportionnel par liste départementale à un seul tour.

## Élus
| Député élu       |  | Parti    |
| ---------------- |  | -------- |
| Robert Poujade   |  | RPR      |
| Gilbert Mathieu  |  | UDF (PR) |
| Lucien Jacob     |  | RPR      |
| Roland Carraz    |  | PS       |
| François Patriat |  | PS       |

## Résultats

### Résultats à l'échelle du département
| Liste Parti politique | Liste Parti politique                                                                                       | Tête de liste             | Tour unique | Tour unique | Sièges |
| Liste Parti politique | Liste Parti politique                                                                                       | Tête de liste             | Voix        | %           | Sièges |
| --------------------- | --- | ------------------------- | ----------- | ----------- | ------ |
|                       | Ensemble pour demain Rassemblement pour la République (UDF)                                                 | Robert Poujade            | 111 812     | 48,62       | 3      |
|                       | Pour une majorité de progrès avec le président de la République Parti socialiste                            | Roland Carraz             | 79 194      | 34,44       | 2      |
|                       | Rassemblement national Front national                                                                       | Pierre Jaboulet-Vercherre | 21 718      | 9,44        | 0      |
|                       | Liste présentée par le Parti communiste français Parti communiste français                                  | Alain Bardot              | 12 018      | 5,23        | 0      |
|                       | Liste Lutte ouvrière Lutte ouvrière                                                                         | Jacqueline Lambert        | 3 547       | 1,54        | 0      |
|                       | Liste du Mouvement pour un parti des travailleurs Extrême gauche (Mouvement pour un parti des travailleurs) | Marie-France Villaume     | 1 680       | 0,73        | 0      |
|                       | |                           |             |             |        |
| Inscrits              | Inscrits | Inscrits                  | 310 156     | 100,00      | 5      |
| Abstentions           | Abstentions                                                                                                 | Abstentions               | 76 239      | 24,58       |        |
| Votants               | Votants | Votants                   | 233 917     | 75,42       |        |
| Blancs et nuls        | Blancs et nuls                                                                                              | Blancs et nuls            | 3 948       | 1,69        |        |
| Exprimés              | Exprimés | Exprimés                  | 229 969     | 98,31       |        |

### Listes complètes en présence
| Liste Étiquette politique (partis et alliances) | Liste Étiquette politique (partis et alliances)                                                                                         | Candidats (et remplaçants éventuels) |
| ----------------------------------------------- | --- | --- |
|                                                 | « Ensemble pour demain », liste d’union RPR-UDF pour le renouveau Rassemblement pour la République - Union pour la démocratie française | 1. Robert Poujade (RPR) 2. Gilbert Mathieu (PR) 3. Lucien Jacob (RPR) 4. Baptiste Carminati (RPR) 5. Henri Revol (RPR) ————————————6. Michèle Curtil-Faivre 7. Jean-Charles Viennet |
|                                                 | Pour une majorité de progrès avec le président de la République Parti socialiste                                                        | 1. Roland Carraz 2. François Patriat 3. Marie-Thérèse Mutin 4. Michel Serex 5. René Buhl ————————————6. Jean Esmonin 7. Jean-Claude Robert                                          |
|                                                 | Rassemblement national Front national                                                                                                   | 1. Pierre Jaboulet-Vercherre 2. Jean-Louis Tarrit 3. Annick Gorges 4. Marc Bergerot 5. Véronique Plante ————————————6. Jacques Boigelot 7. Claude de Quincerot                      |
|                                                 | Liste présentée par le Parti communiste français Parti communiste français                                                              | 1. Alain Bardot 2. Jacques Garcia 3. Claudine Thérouse-Vederine 4. Tony Amodéo 5. Pierre Bertholomey ————————————6. Monique Butin 7. Christian Regotte                              |
|                                                 | Liste Lutte ouvrière Lutte ouvrière | 1. Jacqueline Lambert 2. Jean-Pierre Cusey 3. Régis Mayet 4. Jean-Marc Simon 5. Roland Virot ————————————6. Monique Niang 7. Lydie Gendre                                           |
|                                                 | Mouvement pour un parti des travailleurs                                                                                                | 1. Marie-France Villaume 2. Claude Rivière 3. Jacques Bonnot 4. Christian Gauthey 5. Edith Danry ————————————6. Emmanuel Denis 7. René Bouchot                                      |